# Erik Mohs
Erik Mohs (Leipzig, 12 d'octubre de 1986) és un ciclista alemany especialitzat en la pista. Ha estat professional del 2007 al 2010.

## Palmarès en pista
- 2006
  - 1r a la UIV Cup de Berlín (amb Michael Arends)
  - 1r a la UIV Cup de Copenhaguen (amb Roger Kluge)
  - 1r a la UIV Cup de Gant (amb Michael Arends)
- 2007
  -  Campió d'Europa sub-23 en Madison (amb Marcel Kalz)

### Resultats a laCopa del Món
- 2009-2010
  - 1r a Cali, en Madison

## Palmarès en carretera
- 2006
  - 1r a la Rund um Sebnitz
- 2007
  - 1r a la Rund um Sebnitz
  - Vencedor d'una etapa a la Gran Premi ciclista de Gemenc
  - Vencedor de 2 etapes a la Tobago Cycling Classic
- 2008
  - 1r a la Harzrundfahrt
- 2011
  - Vencedor d'una etapa a la Volta a Bulgària
- 2015
  - 1r a la Rund um den Sachsenring